# LAN party
Un LAN party è un incontro videoludico in cui i partecipanti si radunano per giocare in modalità multiplayer collegando i propri computer tra loro tramite una rete locale, originariamente del tipo cablato (principalmente su soluzioni ethernet), ma dal terzo millennio si diffusero anche le soluzioni senza fili.

## Storia
I LAN party comparvero assieme ai primi giochi UNIX singleplayer come Larn, Hack, Rogue, e Hunt the Wumpus che conservavano le tabelle con i punteggi su un server centralizzato. All'epoca, la maggior parte delle persone che giocavano a questi giochi erano studenti universitari che avevano accesso a tali sistemi per motivi di studio.
Un'altra primitiva incarnazione del gioco in rete fu il gioco MIDI Maze che tramite il sistema "MIDI Ring" basato sul "daisy chaining", programmato per l'Atari ST, permetteva di collegare fino a 16 computer (sebbene un tentativo di connetterne più di 4 causava instabilità) connettendo i dispositivi tramite la porta MIDI-OUT di un computer alla porta MIDI-IN del computer successivo formando una sorta di anello e in questo modo si potevano giocare deathmatch attraverso questa precaria rete.
Con l'uscita di Doom nel 1993, il gameplay a cui MIDI Maze aveva aperto la strada fu perfezionato permettendo a quattro giocatori sia di collaborare nella campagna singleplayer del gioco che di combattere l'uno contro l'altro nella modalità deathmatch, successivamente il gioco in rete (e di conseguenza i LAN party) esplose.
Altre soluzioni che non fanno uso della connessione Ethernet per connettere più dispositivi, sono la PlayStation Link Cable, ma consentiva di collegare solo due console.

## LAN party di piccole dimensioni

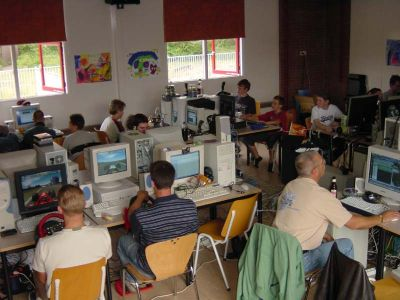
Lan party di piccole dimensioni in Olanda (2003)

I LAN party più piccoli sono solitamente formati da gruppi di amici che portano i propri computer a casa di uno dei partecipanti per giocare in multiplayer tra di loro e spesso questo tipo di eventi sono organizzati rapidamente con minima pianificazione e possono avere luogo a qualsiasi ora del giorno o della notte.
Se il numero di partecipanti è limitato, la tendenza è quella di giocare mappe (o livelli) piccole e magari si inseriscono nella partita anche dei bot.
Qualche volta i giocatori del LAN party si collegano a un server on-line per giocare (spesso nella stessa squadra) contro altri utenti di internet, in questi casi la vicinanza fisica delle persone aiuta a parlare ovvero a passarsi informazioni e indicazioni riguardo alla partita in corso rendendo il lavoro di squadra più efficace.

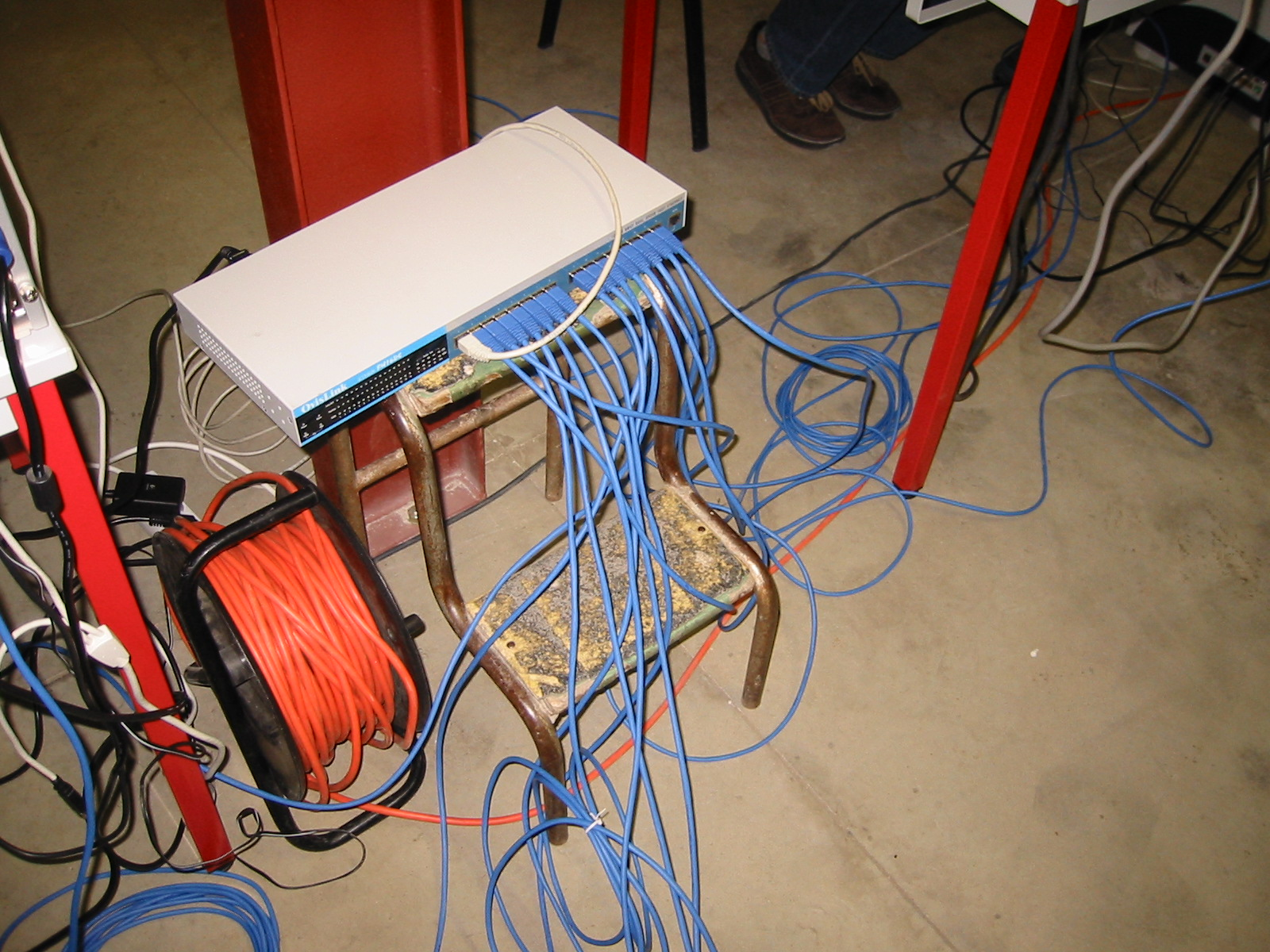
Switch usato per una Lan party di piccole dimensioni

Un piccolo LAN party richiede uno hub o uno switch con abbastanza porte per connettere tutti i giocatori (nel caso di soli due giocatori è sufficiente solo un cavo che colleghi le due macchine), una giusta quantità di corrente e tavoli sufficientemente ampi dove sistemare tutti i computer garantendo una buona aerazione; spesso, dato il protrarsi dell'attività per ore, si consumano anche cibo e bevande le quali possono essere offerte da chi ospita il LAN o portate da casa dai partecipanti stessi.

A seconda del luogo, del numero di giocatori e del grado di improvvisazione con cui si è originato il LAN party, possono essere utilizzati cavi di rete per connettere i computer oppure connessioni wireless, le quali sono più comode, ma possono dare problemi di lag.

L'improvvisazione di un LAN party di piccole dimensioni, al giorno d'oggi è molto frequente nel mondo giovanile, facilitata anche dal fatto che sempre più persone possiedono un notebook e possono spostarlo senza problemi ovunque e può anche capitare di vedere persone che giocano in LAN in treno.

## LAN party di grandi dimensioni

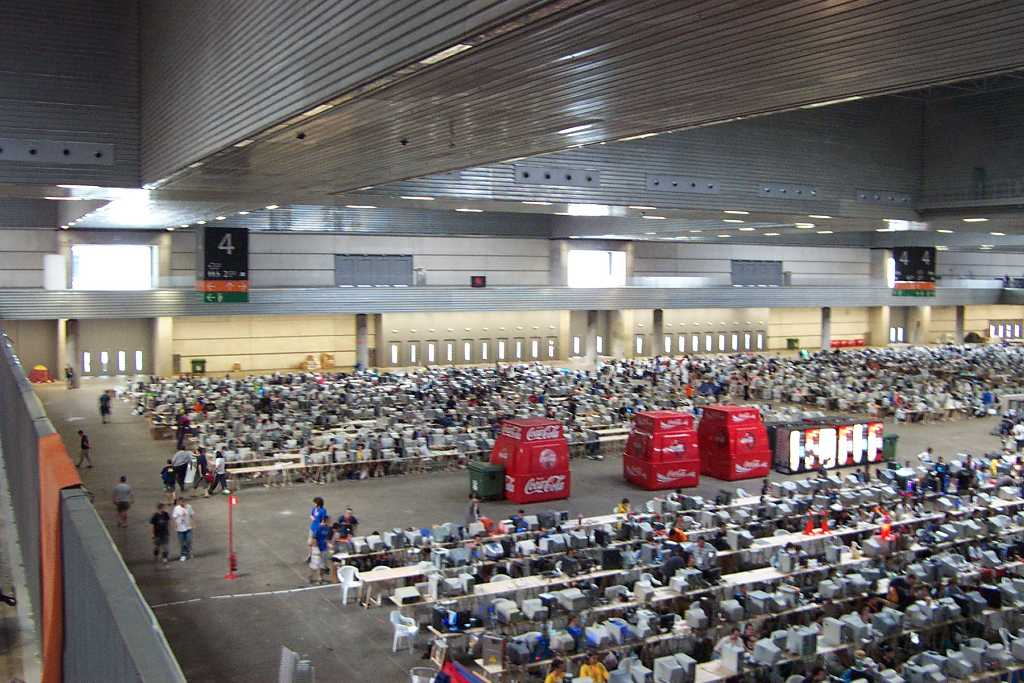
Lan party di grandi dimensioni al Euskal Encounter 2004

Molti LAN commerciali offrono diversi tornei di giochi di serie come Quake, Unreal Tournament, Doom, Warcraft, Counter-Strike, Call of Duty e Battlefield, a volte mettendo in palio premi per i vincitori, i cui premi possono consistere in materiale hardware come kit per l'overclocking, case, luci, ventole, schede video, perfino computer interi.
La durata dell'evento non è fissa, molti LAN durano per tutto un weekend, ma ce ne sono anche di più lunghi o di più brevi.
Ai grandi LAN party si può solitamente trovare posto per dormire, lavarsi, cibarsi, luoghi sicuri dove riporre la propria attrezzatura, ascoltare musica a tutto volume. È sempre presente del personale dedicato al supporto così come una rete gestita professionalmente che include una veloce connessione a internet. Per quanto riguarda il cibo le possibilità sono le più disparate. Si va dai bar (interni al luogo dove si svolge il LAN o esterni) alla pizza da asporto, ma anche grandi barbecue oppure la ristorazione è affidata ad un servizio di catering.
I clan, gruppi di giocatori che partecipano sempre a giochi di squadra si servono spesso di queste adunate per incontrarsi dato che, solitamente, quando giocano assieme in internet sono separati da centinaia di chilometri. Il loro obiettivo è quello di vincere tornei, di guadagnare posizioni nelle classifiche o di conquistare un posto nelle gaming league nazionali o internazionali come il CPL. Ci sono eventi regolari come Quakecon nei quali i migliori giocatori da tutto il mondo competono tra loro.
Prima di una gara spesso vengono giocati match di allenamento, in questo modo i concorrenti si fanno un'idea delle capacità degli avversari che dovranno affrontare.
Molti appassionati di modding e overclocking non aspettano altro che questi eventi per mettere in mostra i loro computer. Alcuni vengono solo per questo e per vedere quelli degli altri.
Anche se di solito è scoraggiato o proibito dagli organizzatori dei LAN, diversi partecipanti colgono l'occasione per infrangere il copyright (spesso scambiandosi copie di software, musica e film). D'altra parte alcuni LAN party supportano tutto ciò e mettono a disposizione server p2p.
Ci sono anche altri tipi di eventi dove vengono organizzati LAN temporanei ma che non sono esclusivamente definiti LAN party. Alcuni di questi eventi sono hacker convention (come DEF CON) e demoscene party come Assembly demo party.

## Raduni mondiali
- DreamHack, il più grande LAN party al mondo, tenuto due volte all'anno a Jönköping, Svezia.
- Assembly demo party, secondo più grande LAN al mondo, si tiene ogni anno all'Hartwall Areena, Helsinki, Finlandia.
- QuakeCon, il più grande LAN party negli Stati Uniti e il più grande free LAN party al mondo. Si tiene una volta all'anno a Dallas, Texas.